# Oncometeorus aduncus
Oncometeorus aduncus är en stekelart som beskrevs av Vladimir Ivanovich Tobias 1987. Oncometeorus aduncus ingår i släktet Oncometeorus och familjen bracksteklar. Inga underarter finns listade i Catalogue of Life.